# Nina Wedell
Nina Wedell es una bióloga molecular, catedrática de Biología evolutiva y desde 2018 la decana asociada de investigación en la Universidad de Exeter, en Reino Unido.
Wedell ha sido pionera en el conocimiento del papel del conflicto sexual y los genes egoístas en el proceso evolutivo, por su trabajo fue galardonada el 22 de octubre de 2019 por la ARC, Australian Laureate Fellowship.
Recibió el Premio Wolfson de la Royal Society en 2011, la Organización Europea de Biología Molecular la eligió como miembro vitalicio en 2014.